# Quelba
Quelba (em árabe: كلباء‎; romaniz.: Kalbā) é uma cidade dos Emirados Árabes Unidos situada no emirado de Xarja. Segundo censo de 2015, tinha 37 545 habitantes. Está a 30 metros de altitude.